# Torque de transferencia de espín (STT)

Modelo simple de torque de transferencia de espín para dos capas alineadas antiparalelas. La corriente que sale de la capa fija está polarizada por espín. Cuando llega a la capa libre, la mayoría de los electrones con espín específico se relajan en estados de menor energía de espín opuesto, ejerciendo torque a la capa libre.

Un diagrama esquemático de una válvula giratoria/unión de túnel magnético. En una válvula giratoria, la capa espaciadora (púrpura) es metálica; en una unión de túnel magnético es aislante.

El torque de transferencia de espín (STT) es un efecto en el que modifica la orientación de una capa magnética en una unión de túnel magnético o válvula de espín utilizando una corriente polarizada por espín.
Los portadores de carga (como los electrones) tienen una propiedad conocida como espín, que es una pequeña cantidad de momento angular intrínseco que poseen Una corriente eléctrica generalmente no está polarizada (consiste en un 50% de electrones de giro hacia arriba y un 50% de electrones de giro hacia abajo); una corriente polarizada de espín es aquella con la mayoría de electrones alineados sus espines en alguna dirección en particular. Al pasar una corriente a través de una capa magnética gruesa (generalmente llamada "capa fija"), se puede producir una corriente polarizada por espín. Si esta corriente polarizada por espín se dirige a una segunda capa magnética más delgada (la "capa libre"), el momento angular se puede transferir a esta capa, cambiando su orientación magnética. Esto se puede usar para excitar oscilaciones o incluso cambiar la orientación del imán. Los efectos generalmente se ven solo en dispositivos a escala nanométrica.